# Point Lepreau kärnkraftverk
Point Lepreau kärnkraftverk är ett kanadensiskt kärnkraftverk som ligger i Point Lepreau, New Brunswick.

## Konstruktion
Kärnkraftverket började byggas 1976 av det statliga företaget NB Power och togs i drift 1982. Det är ett kärnkraftverket i östra Kanada och ligger på norra sidan av Fundybukten. Det finns en CANDU-reaktor på 635 MWe.

## Upprustning
Reaktorn designades för en livslängd på 25 år och planerades att avvecklas 2008. I juli 2005 meddelade NB Power att man fick 1,4 miljarder kanadensiska dollar (CAD) av Atomic Energy of Canada Limited för att rusta upp reaktorn. Denna planeras att vara klar i september 2009[uppföljning saknas] och reaktorns livslängd kommer att sträcka sig fram till 2034. Effekten kommer också att öka med 25 MWe.
Efter flera förseningar togs kraftverket i drift igen under 2012 och i november 2012 var kraftverket åter i kommersiell drift.

## Fler reaktorer
2007 påbörjades undersökningar om att bygga en 1085 MWe ACR-1000-reaktor med 60 års livstid vid Point Lepreau för att exportera elektricitet till New England, USA.